# Federico Brewster
Frederick William „Federico” Brewster (ur. 21 stycznia 1906 w Islington) – argentyński lekkoatleta, sprinter i płotkarz. Uczestnik Igrzysk Olimpijskich 1924 oraz trzykrotny medalista lekkoatletycznych mistrzostw Ameryki Południowej.
Podczas Igrzysk Olimpijskich w Paryżu w 1924 roku uczestniczył w biegu na 400 metrów. W pierwszej rundzie zajął w swoim biegu eliminacyjnym 2. miejsce z czasem 51,8 s i awansował do ćwierćfinału. W ćwierćfinale swój bieg ukończył na ostatniej, szóstej pozycji i odpadł z rywalizacji.
Zawodnik zdobył złote medale w biegu na 400 metrów oraz 400 metrów przez płotki podczas lekkoatletycznych mistrzostw Ameryki Południowej w 1926 roku, a także brązowy medal w biegu na 400 metrów na lekkoatletycznych mistrzostwach Ameryki Południowej w 1924 roku.
Rekord życiowy zawodnika w biegu na 400 metrów wynosi 49,4 s. Wynik ten został osiągnięty w 1926 roku.